# 廍後 (高雄市)
廍後，是台灣高雄市左營區內的一個聚落，地名來自糖廍。日治時期的廍後庄，相較於今日行政區，範圍大致包括明建里西南部、崇實里東北部、廍北里、廍南里不含南端。

## 歷史
廍後庄源遠流長，約明鄭時期就有先民來此地開墾。庄內公廟廍後北極殿歷史悠久，香火鼎盛，是廍後庄民的信仰中心。1920年日治時期臺灣地方改制，本地屬左營庄下的一個大字。
1937年日本政府將廍後劃入海軍軍區要塞，絕大部分的廍後地域被徵收為軍地。

## 文化資產
- 薛家古厝（直轄市定古蹟）

## 廟宇
- 廍後北極殿（廍後境主廟）